# Mary Pierceová
Mary Pierceová (* 15. ledna 1975 Montréal) je bývalá francouzská profesionální tenistka. Na profesionálním okruhu žen WTA začala hrát v březnu 1989 a ve věku 14 let se tak stala jednou z nejmladších profesionílních tenistek v historii. Kariéru aktivní tenistky ukončila 12. dubna 2006. Poté, ještě jako nehrající kapitánka, vedla do roku 2017 tým francouzských tenistek ve Fed Cupu. 20. července 2019 byla slavnostně uvedena do Mezinárodní tenisové Síně slávy.

## Kariéra
Narodila se jako dcera Američana Jima Pierce (původním jménem Bobby Glenn Pearce), člena námořního komanda v kanadském exilu, a jeho francouzské ženy. masérky Yannick Adjadjeové. po přesídlení rodiny na Floridu začala Mary v 10 letech hrát tenis. V roce 1994 se poprvé dostala do finále dvouhry na Australian Open, ale prohrála se Španělkou Arantxou Sánchezovou. V následujícím roce už na Australian Open vyhrála svůj první grandslamový turnaj.
V roce 1997 opět hrála finále Australian Open. V tomto roce byla členkou týmu Francie, který vyhrál soutěž družstev Fed Cup. To se podařilo zopakovat ještě v roce 2003.
Druhé grandslamové vítězství Pierceová získala na French Open 2000.

## Finálové účasti na turnajích Grand Slamu

### Ženská dvouhra: 6 (2–4)
| Stav       | rok  | turnaj          | povrch | soupeřka ve finále           | výsledek |
| ---------- | ---- | --------------- | ------ | ---------------------------- | -------- |
| Finalistka | 1994 | French Open     | antuka | Arantxa Sánchezová Vicariová | 4–6, 4–6 |
| Vítězka    | 1995 | Australian Open | tvrdý  | Arantxa Sánchezová Vicariová | 6–3, 6–2 |
| Finalistka | 1997 | Australian Open | tvrdý  | Martina Hingisová            | 2–6, 2–6 |
| Vítězka    | 2000 | French Open     | antuka | Conchita Martínezová         | 6–2, 7–5 |
| Finalistka | 2005 | French Open     | antuka | Justine Heninová             | 1–6, 1–6 |
| Finalistka | 2005 | US Open         | tvrdý  | Kim Clijstersová             | 3–6, 1–6 |

### Ženská čtyřhra: 2 (1–1)
| Stav       | rok  | turnaj          | povrch | spoluhráčka       | soupeřky ve finále                          | výsledek      |
| ---------- | ---- | --------------- | ------ | ----------------- | ------------------------------------------- | ------------- |
| Finalistka | 2000 | Australian Open | tvrdý  | Martina Hingisová | Lisa Raymondová Rennae Stubbsová            | 4–6, 7–5, 4–6 |
| Vítězka    | 2000 | French Open     | antuka | Martina Hingisová | Virginia Ruanová Pascualová Paola Suárezová | 6–2, 6–4      |

### Ženská čtyřhra: 1 (1–0)
| Stav    | rok  | turnaj    | povrch | spoluhráč     | soupeři ve finále                 | výsledek |
| ------- | ---- | --------- | ------ | ------------- | --------------------------------- | -------- |
| Vítězka | 2005 | Wimbledon | tráva  | Maheš Bhúpatí | Paul Hanley Tatiana Perebijnisová | 6–4, 6–2 |

## Finálové účasti na turnajích WTA (57)

### Dvouhra – výhry (18)
| Legenda                |
| Grand Slam (2)         |
| KategorieTier I (5)    |
| Kategorie Tier II (5)  |
| Kategorie Tier III (2) |
| Kategorie Tier IV (3)  |
| Kategorie Tier V (1)   |

| Č.  | Datum             | Turnaj                       | Povrch  | Soupeřka ve finále            | Výsledek       |
| 1.  | 14. červenec 1991 | Palermo, Itálie              | antuka  | Sandra Cecchiniová            | 6-0, 6-3       |
| 2.  | 23. únor 1992     | Cesena, Itálie               | koberec | Catherine Tanvierová          | 6-1, 6-1       |
| 3.  | 12. červenec 1992 | Palermo, Itálie              | antuka  | Brenda Schultzová-McCarthyová | 6-1, 6-73, 6-1 |
| 4.  | 1. listopad 1992  | San Juan, Portoriko          | tvrdý   | Gigi Fernandezová             | 6-1, 7-5       |
| 5.  | 17. říjen 1993    | Filderstadt, Německo         | tvrdý   | Nataša Zverevová              | 6-3, 6-3       |
| 6.  | 29. leden 1995    | Australian Open, Austrálie   | tvrdý   | Arantxa Sánchezová Vicariová  | 6-3, 6-2       |
| 7.  | 24. září 1995     | Tokio, Japonsko              | tvrdý   | Arantxa Sánchezová Vicariová  | 6-3, 6-3       |
| 8.  | 11. květen 1997   | Řím, Itálie                  | antuka  | Conchita Martínezová          | 6-4, 6-0       |
| 9.  | 15. únor 1998     | Paříž, Francie               | koberec | Dominique Monamiová           | 6-3, 7-5       |
| 10. | 12. duben 1998    | Amelia Island, Spojené státy | antuka  | Conchita Martínezová          | 6-78, 6-0, 6-2 |
| 11. | 25. říjen 1998    | Moskva, Rusko                | koberec | Monika Selešová               | 7-62, 6-3      |
| 12. | 1. listopad 1998  | Lucemburk, Lucembursko       | koberec | Silvia Farinová               | 6-0, 2-0 skreč |
| 13. | 31. říjen 1999    | Linz, Rakousko               | koberec | Sandrine Testudová            | 7-62, 6-1      |
| 14. | 23. duben 2000    | Hilton Head, Spojené státy   | antuka  | Arantxa Sánchezová Vicariová  | 6-1, 6-0       |
| 15. | 11. červen 2000   | French Open, Francie         | antuka  | Conchita Martínezová          | 6-2, 7-5       |
| 16. | 19. červen 2004   | 's-Hertogenbosch, Nizozemsko | tráva   | Klára Zakopalová              | 7-66, 6-2      |
| 17. | 7. srpen 2005     | San Diego, Spojené státy     | tvrdý   | Ai Sugijamaová                | 6-0, 6-3       |
| 18. | 16. říjen 2005    | Moskva, Rusko                | koberec | Francesca Schiavoneová        | 6-4, 6-3       |

### Dvouhra – prohry ve finále (23)
| Legenda                |
| Grand Slam (4)         |
| WTA Championships (2)  |
| KategorieTier I (4)    |
| Kategorie Tier II (11) |
| Kategorie Tier III (1) |
| Kategorie Tier IV (1)  |

| Č.  | Datum             | Turnaj                            | Povrch  | Vítězka                      | Výsledek       |
| 1.  | 11. červenec 1993 | Palermo, Itálie                   | antuka  | Radka Bobková                | 6-3, 6-2       |
| 2.  | 27. březen 1994   | Houston, Spojené státy            | antuka  | Sabine Hacková               | 7-5, 6-4       |
| 3.  | 5. červen 1994    | French Open, Francie              | antuka  | Arantxa Sánchezová Vicariová | 6-4, 6-4       |
| 4.  | 2. říjen 1994     | Lipsko, Německo                   | koberec | Jana Novotná                 | 7-5, 6-1       |
| 5.  | 16. říjen 1994    | Filderstadt, Německo              | tvrdý   | Anke Huberová                | 6-4, 6-2       |
| 6.  | 13. listopad 1994 | Philadelphia, Spojené státy       | koberec | Anke Huberová                | 6-0, 6-74, 7-5 |
| 7.  | 19. únor 1995     | Paříž, Francie                    | koberec | Steffi Grafová               | 6-2, 6-2       |
| 8.  | 8. říjen 1995     | Curych, Švýcarsko                 | koberec | Iva Majoliová                | 6-4, 6-4       |
| 9.  | 14. duben 1996    | Amelia Island, Spojené státy      | antuka  | Irina Spirleová              | 6-77, 6-4, 6-3 |
| 10. | 26. leden 1997    | Australian Open, Austrálie        | tvrdý   | Martina Hingisová            | 6-2, 6-2       |
| 11. | 13. duben 1997    | Amelia Island, Spojené státy      | antuka  | Lindsay Davenportová         | 6-2, 6-3       |
| 12. | 18. květen 1997   | Berlín, Německo                   | antuka  | Mary Joeová                  | 6-4, 6-2       |
| 13. | 23. listopad 1997 | New York, Spojené státy           | koberec | Jana Novotná                 | 7-64, 6-2, 6-3 |
| 14. | 9. srpen 1998     | San Diego, Spojené státy          | tvrdý   | Lindsay Davenportová         | 6-3, 6-1       |
| 15. | 10. leden 1999    | Gold Coast, Austrálie             | tvrdý   | Patty Schnyderová            | 4-6, 7-65, 6-2 |
| 16. | 2. květen 1999    | Hamburg, Německo                  | antuka  | Venus Williamsová            | 6-0, 6-3       |
| 17. | 9. květen 1999    | Řím, Itálie                       | antuka  | Venus Williamsová            | 6-4, 6-2       |
| 18. | 10. říjen 1999    | Filderstadt, Německo              | tvrdý   | Martina Hingisová            | 6-4, 6-1       |
| 19. | 15. únor 2004     | Paříž, Francie                    | koberec | Kim Clijstersová             | 6-2, 6-1       |
| 20. | 4. červen 2005    | French Open, Francie              | antuka  | Justine Heninová             | 6-1, 6-1       |
| 21. | 10. září 2005     | US Open, Spojené státy            | tvrdý   | Kim Clijstersová             | 6-3, 6-1       |
| 22. | 13. listopad 2005 | Tour Championships, Spojené státy | tvrdý   | Amélie Mauresmová            | 5-7, 7-63, 6-4 |
| 23. | 12. únor 2006     | Paříž, Francie                    | koberec | Amélie Mauresmová            | 6-1, 7-62      |

### Čtyřhra – výhry (10)
| Legenda               |
| Grand Slam (1)        |
| KategorieTier I (3)   |
| Kategorie Tier II (5) |
| Kategorie Tier IV (1) |

| Č.  | Datum             | Turnaj                       | Povrch  | Partnerka         | Soupeřky ve finále                             | Výsledek        |
| 1.  | 14. červenec 1991 | Palermo, Itálie              | antuka  | Petra Langrová    | Mercedes Pazová Laura Garroneová               | 6-3, 6-75, 6-3  |
| 2.  | 22. září 1996     | Tokio, Japonsko              | tvrdý   | Amanda Coetzerová | Shi-ting Wangová Sung-hee Parková              | 6-1, 7-65       |
| 3.  | 4. květen 1997    | Hamburk, Německo             | antuka  | Anke Huberová     | Iva Majoliová Ruxandra Dragomirová             | 2-6, 7-61, 6-2  |
| 4.  | 12. duben 1998    | Amelia Island, Spojené státy | antuka  | Sandra Cacicová   | Patty Schnyderová Barbara Schettová            | 7-65, 4-6, 7-65 |
| 5.  | 25. říjen 1998    | Moskva, Rusko                | koberec | Nataša Zverevová  | Rennae Stubbsová Lisa Raymondová               | 6-3, 6-4        |
| 6.  | 22. srpen 1999    | Montreal, Kanada             | tvrdý   | Jana Novotná      | Larisa Neilandová Arantxa Sánchezová Vicariová | 6-3, 2-6, 6-3   |
| 7.  | 7. listopad 1999  | Lipsko, Německo              | koberec | Larisa Neilandová | Ai Sugijamová Jelena Lichovcevová              | 6-4, 6-3        |
| 8.  | 6. únor 2000      | Tokio, Japonsko              | koberec | Martina Hingisová | Nathalie Tauziatová Alexandra Fusaiová         | 6-4, 6-1        |
| 9.  | 11. červen 2000   | French Open, Francie         | antuka  | Martina Hingisová | Paola Suárezová Virginia Ruanová Pascualová    | 6-2, 6-4        |
| 10. | 10. srpen 2003    | Los Angeles, Spojené státy   | tvrdý   | Rennae Stubbsová  | Els Callensová Jelena Bovinová                 | 6-3, 6-3        |

### Čtyřhra – prohry ve finále (6)
| Legenda                |
| Grand Slam (1)         |
| Kategorie Tier II (3)  |
| Kategorie Tier III (1) |
| Kategorie Tier V (1)   |

| Č. | Datum             | Turnaj                       | Povrch  | Partnerka            | Vítězky                                   | Výsledek      |
| 1. | 2. prosinec 1990  | Sao Paulo, Brazílie          | antuka  | Luanne Spadeová      | Eva Švíglerová Bettina Fulcová-Villellová | 7-5, 6-4      |
| 2. | 15. listopad 1992 | Philadelphia, Spojené státy  | koberec | Conchita Martínezová | Nataša Zverevová Gigi Fernandezová        | 6-1, 6-3      |
| 3. | 20. únor 1994     | Paříž, Francie               | koberec | Andrea Temesvariová  | Laurence Courtoisová Sabine Appelmansová  | 6-4, 6-4      |
| 4. | 16. leden 2000    | Sydney, Austrálie            | tvrdý   | Martina Hingisová    | Ai Sugijamaová Julie Halardová-Decugisová | 6-0, 6-3      |
| 5. | 30. leden 2000    | Australian Open, Austrálie   | tvrdý   | Martina Hingisová    | Rennae Stubbsová Lisa Raymondová          | 6-4, 5-7, 6-4 |
| 6. | 21. červen 2003   | 's-Hertogenbosch, Nizozemsko | tráva   | Naděžda Petrovová    | Lina Krasnoruckaja Jelena Dementěvová     | 2-6, 6-3, 6-4 |

## Pohár Federace
Mary Pierceová se zúčastnila 22 zápasů Poháru federace za tým Francie s bilancí 16-10 ve dvouhře a 2-4 ve čtyřhře.

## Postavení na žebříčku WTA na konci roku (dvouhra)
| Rok    | 1989 | 1990   | 1991  | 1992  | 1993  | 1994 | 1995 | 1996  | 1997 | 1998 | 1999 | 2000 | 2001   | 2002  | 2003  | 2004  | 2005 | 2006  |
| Pořadí | 236. | ▲ 106. | ▲ 26. | ▲ 13. | ▲ 12. | ▲ 5. | ▬ 5. | ▼ 20. | ▲ 7. | ▬ 7. | ▲ 5. | ▼ 7. | ▼ 130. | ▲ 52. | ▲ 33. | ▲ 29. | ▲ 5. | ▼ 79. |